# Taramczuk
Taramczuk (ukr. Тарамчук) – wieś na Ukrainie, w obwodzie donieckim, w rejonie wołnowaskim. W 2001 liczyła 197 mieszkańców.